# Новосюрюкаево
Новосюрюкаево (баш. Яңы Сүрәкәй) — деревня в Салаватском районе Республики Башкортостан Российской Федерации. Входит в состав Мурсалимкинского сельсовета.

## География

### Географическое положение
Расстояние до:
- районного центра (Малояз): 54 км,
- центра сельсовета (Мурсалимкино): 3 км,
- ближайшей ж/д станции (Мурсалимкино): 3 км.

## Население
| 2002 | 2009 | 2010 |
| ---- | ---- | ---- |
| 212  | ↗215 | ↘145 |

## Религия
В деревне есть мечеть «Илюза».